# Estonie au Concours Eurovision de la chanson 2022
L'Estonie est l'un des quarante pays participants du Concours Eurovision de la chanson 2022, qui se déroule à Turin en Italie. Le pays est représenté par le chanteur Stefan Airapetjan — sous le mononyme Stefan — et sa chanson Hope, sélectionnés via l'émission Eesti Laul 2022. Le pays se classe 13e avec 141 points lors de la finale.

## Sélection
Le diffuseur estonien annonce le 27 août 2021 sa participation à l'Eurovision 2022, confirmant par la même occasion la reconduction du format Eesti Laul comme sélection du pays

### Format
Pour la première fois, l'émission Eesti Laul sera constituée, en plus des habituelles demi-finales et de la finale, de quarts de finale. Le télécrochet se déroule donc en trois phases : les quarts de finales, diffusés chaque samedi du 20 novembre au 11 décembre 2021 ; les demi-finales, diffusées les 3 et 5 février 2022 et la finale, diffusée le 12 février 2022. Un total de quarante artistes participent à la sélection
Lors de chaque quart de finale, dix artistes sont en lice et cinq artistes se qualifient. Trois sont choisis par le télévote estonien seul. Les deux artistes qualifiés restants sont les mieux classés par le jury mais non-qualifiés par le télévote.
Lors de chaque demi-finale, dix artistes participent et cinq se qualifient. Dans un premier temps, quatre sont qualifiés via un vote mêlant le télévote estonien et le vote d'un jury, chacun comptant pour moitié. Le dernier artiste qualifié est qualifié lors d'un deuxième tour de télévote seul parmi ceux restants.
La finale se divise en deux temps. D'abord, un vote mêlant le télévote estonien et le vote d'un jury, chacun comptant pour moitié, désigne les trois artistes qualifiés pour la superfinale. Pus, le vainqueur est désigné parmi ces trois artistes par le télévote seul.

### Chansons
Le diffuseur estonien ouvre, du 2 septembre au 20 octobre 2021, une période de dépôt des candidatures pour l'Eesti Laul 2022. Au terme de cette période, 202 chansons ont été reçues par le diffuseur dont 84 en estonien, les autres étant en anglais, français, espagnol, français, italien et une dans une langue imaginaire. Quarante chansons sont sélectionnées par un comité de 17 experts pour participer au télé-crochet, avec la contrainte de sélectionner le même nombre de chansons interprétées en estonien ou dans une langue étrangère.
Les quarante sélectionnés par groupes de dix, chacun cinq jours avant le quart de finale correspondant,,,.
| Artistes et chansons sélectionnés    | Artistes et chansons sélectionnés | Artistes et chansons sélectionnés                                                              |
| Artiste                              | Chanson                           | Auteur(s) et compositeur(s)                                                                    |
| ------------------------------------ | --------------------------------- | ---------------------------------------------------------------------------------------------- |
| Alabama Watchdog                     | Move On                           | Ken Einberg, Taaniel Pogga, Sven Seinpere, Linda Toom                                          |
| An-Marlen                            | Lõpuks muutub                     | Ingel Marlen Mikk, Sander Sadam, Alvar Antson                                                  |
| Andrei Zevakin feat. Grete Paia      | Mis nüüd saab                     | Andrei Zevakin, Henry Orlov, Grete Paia                                                        |
| Anna Sahlene                         | Champion                          | Anna Sahlene, Nicklas Ecklund, Dagmar Oja, Kaire Vilgats                                       |
| Ariadne                              | Shouldn't Be Friends              | Liina Ariadne Pedanik, Martti Hallik, Sofi Meronen, Aleksi Liski                               |
| Black Velvet                         | Sandra                            | Sven Lõhmus                                                                                    |
| Boamadu                              | Mitte kauaks                      | Peeter Priks, Keith Mutvei                                                                     |
| deLulu                               | Music Saved My Soul               | Taavi Paomets, Mairo Marjamaa, Inga Tislar                                                     |
| Desiree                              | Siiani                            | Hannes Agur Vellend, Desiree Mumm, Kretel Kopra                                                |
| Amanda Hermiine Künnapas             | Tule minu sisse                   | Amanda Hermiine Künnapas, Hendrik Põlluste                                                     |
| Eleryn Tiit                          | Tunnete keel                      | Karl Killing, Gevin Niglas, Eleryn Tiit, Aron Blom                                             |
| Elina Nechayeva                      | Remedy                            | Sven Lõhmus                                                                                    |
| Elysa                                | Fire                              | Linnea Deb, Ellen Benediktson, Andreas Stone, Elisa Kolk, Indrek Rahumaa                       |
| Emily J                              | Quicksilver                       | Emili Jürgens, Ani Nnebedum, Aleksanteri Hulkko                                                |
| Evelin Samuel                        | Waterfall                         | Glen Pilvre, Priit Pajusaar, Katrin Pärn                                                       |
| Fiona and Me                         | Feel Like This                    | Fiona and Me                                                                                   |
| Goodreason                           | Three Days Ago                    | Hele-Mai Mängel                                                                                |
| Helen                                | Vaata minu poole                  | Karl Killing, Gevin Niglas, Merili Käsper, Helen Randmets                                      |
| Jaagup Tuisk                         | Kui vaid                          | Jaagup Tuisk, Rita Bavanati, Lauri Räpp                                                        |
| Jessica                              | My Mom                            | Steven Ilves, Jessica Rohelpuu                                                                 |
| Jyrise                               | Plaksuta                          | Rauno Jürise, Tuomas Lehtinen, Mairo Virolainen, Sander Valge                                  |
| Kaia-Liisa Kesler                    | Vaikus                            | Kaarel Orumägi, Kaia-Liisa Kesler                                                              |
| Ketter Orav                          | Everytime                         | Andrei Zevakin, Ketter Orav                                                                    |
| Lauri Pihlap                         | Take Me Home                      | Lauri Pihlap                                                                                   |
| Levvis                               | Let's Talk About                  | Aleksei Barudzin                                                                               |
| Little Mess                          | Hea päev                          | Timo Vendt, Tanja Mihhailova-Saar, Andra Teede                                                 |
| Maian                                | Meeletu                           | Maian Lomp, Gevin Niglas                                                                       |
| Jaan Tätte juunior                   | Vahel lihtsalt                    | et\|Jaan Tätte juunior                                                                         |
| Merilin Mälk                         | Little Girl                       | Karl-Ander Reismann                                                                            |
| Minimal Wind feat. Elisabeth Tiffany | What to Make of This              | Paula Pajusaar, Taavi-Hans Kõlar, Elisabeth Tiffany Lepik, Ralf Erik Kollom                    |
| Ott Lepland                          | Aovalguses                        | Maian Kärmas, Karl-Ander Reismann                                                              |
| Peter Põder                          | Koos lõpuni                       | Peter Põder, Raul Krebs                                                                        |
| Púr Múdd et Shira                    | Golden Shores                     | Madis Sillamo, Oliver Rõõmus, Joonatan Siiman, Kasper Krogh Vestergaard, Nikolaj Tøth Andersen |
| Shira                                | Under Water                       | Marika Rodionova, Kristi Raias, Johannes Laas                                                  |
| Silver Jusilo                        | Elu rüpes                         | Silver Jusilo                                                                                  |
| Stefan                               | Hope                              | Stefan Airapetjan, Karl-Ander Reismann                                                         |
| Stig Rästa                           | Interstellar                      | Stig Rästa, Fred Krieger, Victor Crone, Herman Gardarfve, David Lindgren Zacharias             |
| Traffic                              | Kaua veel                         | Karl Killing, Andreas Poom, Fred Krieger, Silver Laas, Vallo Kikas                             |
| Triin Niitoja et Frants Tikerpuu     | Laululind                         | Frants Tikerpuu                                                                                |
| Wiiralt                              | Kuradile                          | Hendrik Sal-Saller, Martin Saaremägi                                                           |

### Quarts de finale
- Qualifié du télévote
- Qualifié du jury

#### Premier quart de finale
| Ordre | Artiste       | Chanson        | Jury  | Télévote | Télévote |
| Ordre | Artiste       | Chanson        | Place | Voix     | Place    |
| ----- | ------------- | -------------- | ----- | -------- | -------- |
| 1     | Traffic       | Kaua veel      | 4     | 501      | 6        |
| 2     | Jaagup Tuisk  | Kui vaid       | 1     | 434      | 9        |
| 3     | Kéa           | Everytime      | 9     | 401      | 10       |
| 4     | Fiona and Me  | Feel Like This | 5     | 440      | 8        |
| 5     | Peter Põder   | Koos lõpuni    | 8     | 736      | 5        |
| 6     | Stig Rästa    | Interstellar   | 3     | 1 422    | 2        |
| 7     | Maian         | Meeletu        | 2     | 445      | 7        |
| 8     | Little Mess   | Hea päev       | 7     | 1 048    | 4        |
| 9     | Boamadu       | Mitte kauaks   | 6     | 1 544    | 1        |
| 10    | Evelin Samuel | Waterfall      | 10    | 1 188    | 3        |

#### Deuxième quart de finale
| Ordre | Artiste                          | Chanson          | Jury  | Télévote | Télévote |
| Ordre | Artiste                          | Chanson          | Place | Voix     | Place    |
| ----- | -------------------------------- | ---------------- | ----- | -------- | -------- |
| 1     | Wiiralt                          | Kuradile         | 5     | 595      | 8        |
| 2     | Desiree                          | Siiani           | 10    | 811      | 5        |
| 3     | Silver Jusilo                    | Elu rüpes        | 9     | 773      | 6        |
| 4     | Kaia-Liisa Kesler                | Vaikus           | 1     | 576      | 9        |
| 5     | Helen                            | Vaata minu poole | 7     | 1 134    | 3        |
| 6     | Jyrise                           | Plaksuta         | 2     | 466      | 10       |
| 7     | An-Marlen                        | Lõpuks muutub    | 4     | 605      | 7        |
| 8     | Andrei Zevakin feat. Grete Paia  | Mis nüüd saab    | 6     | 1 545    | 1        |
| 9     | Meisterjaan                      | Vahel lihtsalt   | 8     | 839      | 4        |
| 10    | Triin Niitoja et Frants Tikerpuu | Laululind        | 3     | 1 514    | 2        |

#### Troisième quart de finale
| Ordre | Artiste          | Chanson             | Jury  | Télévote | Télévote |
| Ordre | Artiste          | Chanson             | Place | Voix     | Place    |
| ----- | ---------------- | ------------------- | ----- | -------- | -------- |
| 1     | Stefan           | Hope                | 4     | 2 050    | 1        |
| 2     | deLulu           | Music Saved My Soul | 3     | 280      | 10       |
| 3     | Goodreason       | Three Days Ago      | 9     | 387      | 9        |
| 4     | Elina Nechayeva  | Remedy              | 7     | 1 310    | 2        |
| 5     | Lauri Pihlap     | Take Me Home        | 10    | 598      | 5        |
| 6     | Levvis           | Let's Talk About    | 5     | 512      | 8        |
| 7     | Merilin Mälk     | Little Girl         | 1     | 553      | 6        |
| 8     | Anna Sahlene     | Champion            | 8     | 827      | 3        |
| 9     | Alabama Watchdog | Move On             | 2     | 529      | 7        |
| 10    | Shira            | Under Water         | 6     | 739      | 4        |

#### Quatrième quart de finale
| Ordre | Artiste                              | Chanson              | Jury  | Télévote | Télévote |
| Ordre | Artiste                              | Chanson              | Place | Voix     | Place    |
| ----- | ------------------------------------ | -------------------- | ----- | -------- | -------- |
| 1     | Púr Múdd et Shira                    | Golden Shores        | 3     | 925      | 5        |
| 2     | Elysa                                | Fire                 | 4     | 1 046    | 3        |
| 3     | Minimal Wind feat. Elisabeth Tiffany | What to Make of This | 2     | 731      | 6        |
| 4     | Dramanda                             | Tule minu sisse      | 9     | 243      | 10       |
| 5     | Emily J.                             | Quicksilver          | 8     | 353      | 9        |
| 6     | Ott Lepland                          | Aovalguses           | 1     | 1 207    | 2        |
| 7     | Eleryn Tiit                          | Tunnete keel         | 6     | 600      | 7        |
| 8     | Jessica                              | My Mom               | 10    | 416      | 8        |
| 9     | Ariadne                              | Shouldn't Be Friends | 5     | 956      | 4        |
| 10    | Black Velvet                         | Sandra               | 7     | 1 771    | 1        |

### Demi-finales
- Qualifié lors du premier tour de vote (télévote et jury)
- Qualifié lors du second tour de vote (télévote)

#### Première demi-finale
| Ordre | Artiste                          | Chanson          | Premier tour | Premier tour | Premier tour | Premier tour | Premier tour | Second tour | Second tour |
| Ordre | Artiste                          | Chanson          | Jury         | Télévote     | Télévote     | Total        | Place        | Voix        | Place       |
| Ordre | Artiste                          | Chanson          | Points       | Voix         | Points       | Total        | Place        | Voix        | Place       |
| ----- | -------------------------------- | ---------------- | ------------ | ------------ | ------------ | ------------ | ------------ | ----------- | ----------- |
| 1     | Elysa                            | Fire             | 6            | 5 206        | 12           | 18           | 1            | —           | —           |
| 2     | Helen                            | Vaata minu poole | 1            | 1 773        | 7            | 8            | 8            | 375         | 5           |
| 3     | Andrei Zevakin feat. Grete Paia  | Mis nüüd saab    | 5            | 2 521        | 10           | 15           | 2            | —           | —           |
| 4     | Alabama Watchdog                 | Move On          | 4            | 566          | 1            | 5            | 10           | 395         | 4           |
| 5     | Merilin Mälk                     | Little Girl      | 7            | 1 058        | 2            | 9            | 7            | 1 772       | 2           |
| 6     | Stig Rästa                       | Interstellar     | 12           | 1 149        | 3            | 15           | 3            | —           | —           |
| 7     | Triin Niitoja et Frants Tikerpuu | Laululind        | 2            | 1 207        | 5            | 7            | 9            | 360         | 6           |
| 8     | Kaia-Liisa Kesler                | Vaikus           | 10           | 1 155        | 4            | 14           | 5            | 1 212       | 3           |
| 9     | Elina Nechayeva                  | Remedy           | 3            | 2 414        | 8            | 11           | 6            | 2 091       | 1           |
| 10    | Ott Lepland                      | Aovalguses       | 8            | 1 667        | 6            | 14           | 4            | —           | —           |

#### Deuxième demi-finale
| Ordre | Artiste                              | Chanson              | Premier tour | Premier tour | Premier tour | Premier tour | Premier tour | Second tour | Second tour |
| Ordre | Artiste                              | Chanson              | Jury         | Télévote     | Télévote     | Total        | Place        | Voix        | Place       |
| Ordre | Artiste                              | Chanson              | Points       | Voix         | Points       | Total        | Place        | Voix        | Place       |
| ----- | ------------------------------------ | -------------------- | ------------ | ------------ | ------------ | ------------ | ------------ | ----------- | ----------- |
| 1     | Jyrise                               | Plaksuta             | 2            | 417          | 1            | 3            | 10           | 585         | 6           |
| 2     | Maian                                | Meeletu              | 7            | 1 221        | 3            | 10           | 6            | 1 153       | 3           |
| 3     | Boamadu                              | Mitte kauaks         | 3            | 1 686        | 6            | 9            | 7            | 887         | 4           |
| 4     | Evelin Samuel                        | Waterfall            | 1            | 1 227        | 4            | 5            | 9            | 1 245       | 2           |
| 5     | Black Velvet                         | Sandra               | 6            | 2 261        | 8            | 14           | 3            | —           | —           |
| 6     | Púr Múdd et Shira                    | Golden Shores        | 4            | 1 079        | 2            | 6            | 8            | 839         | 5           |
| 7     | Jaagup Tuisk                         | Kui vaid             | 8            | 1 269        | 5            | 13           | 4            | —           | —           |
| 8     | Minimal Wind feat. Elisabeth Tiffany | What to Make of This | 5            | 1 700        | 7            | 12           | 5            | 1 357       | 1           |
| 9     | Stefan                               | Hope                 | 12           | 4 752        | 12           | 24           | 1            | —           | —           |
| 10    | Anna Sahlene                         | Champion             | 10           | 2 583        | 10           | 20           | 2            | —           | —           |

### Finale
- Qualifié pour la superfinale
- Vainqueur

| Ordre | Artiste                              | Chanson              | Jury   | Télévote | Télévote | Total | Place |
| Ordre | Artiste                              | Chanson              | Points | Voix     | Points   | Total | Place |
| ----- | ------------------------------------ | -------------------- | ------ | -------- | -------- | ----- | ----- |
| 1     | Elina Nechayeva                      | Remedy               | 1      | 2 862    | 4        | 5     | 8     |
| 2     | Andrei Zevakin feat. Grete Paia      | Mis nüüd saab        | 4      | 5 147    | 5        | 9     | 6     |
| 3     | Jaagup Tuisk                         | Kui vaid             | 2      | 1 577    | 1        | 3     | 10    |
| 4     | Elysa                                | Fire                 | 7      | 14 747   | 10       | 17    | 3     |
| 5     | Ott Lepland                          | Aovalguses           | 6      | 2 426    | 3        | 9     | 7     |
| 6     | Stig Rästa                           | Interstellar         | 3      | 2 284    | 2        | 5     | 9     |
| 7     | Minimal Wind feat. Elisabeth Tiffany | What to Make of This | 12     | 7 699    | 8        | 20    | 2     |
| 8     | Stefan                               | Hope                 | 10     | 19 641   | 12       | 22    | 1     |
| 9     | Anna Sahlene                         | Champion             | 8      | 5 668    | 6        | 14    | 4     |
| 10    | Black Velvet                         | Sandra               | 5      | 7 463    | 7        | 12    | 5     |

| Détail du vote des jurys | Détail du vote des jurys | Détail du vote des jurys | Détail du vote des jurys | Détail du vote des jurys | Détail du vote des jurys | Détail du vote des jurys | Détail du vote des jurys | Détail du vote des jurys | Détail du vote des jurys | Détail du vote des jurys | Détail du vote des jurys | Détail du vote des jurys | Détail du vote des jurys |
| Ordre                    | Chanson                  | Mr Lordi                 | M. Sutton                | M. Cagnola               | A. Giržadas              | P. Sunding               | N. Horler                | S. Keys                  | L. Furebäck              | E. Griggs                | L. Bubnó                 | J. Perkins               | Total                    |
| ------------------------ | ------------------------ | ------------------------ | ------------------------ | ------------------------ | ------------------------ | ------------------------ | ------------------------ | ------------------------ | ------------------------ | ------------------------ | ------------------------ | ------------------------ | ------------------------ |
| 1                        | Remedy                   | 4                        | 3                        | 4                        | 7                        | 1                        | 6                        | 2                        | 3                        | 4                        | 4                        | 5                        | 43                       |
| 2                        | Mis nüüd saab            | 1                        | 7                        | 10                       | 3                        | 12                       | 4                        | 4                        | 2                        | 2                        | 3                        | 7                        | 55                       |
| 3                        | Kui vaid                 | 3                        | 2                        | 2                        | 10                       | 3                        | 5                        | 7                        | 1                        | 3                        | 10                       | 2                        | 48                       |
| 4                        | Fire                     | 5                        | 10                       | 1                        | 6                        | 4                        | 8                        | 8                        | 6                        | 5                        | 7                        | 6                        | 66                       |
| 5                        | Aovalguses               | 7                        | 6                        | 6                        | 4                        | 5                        | 7                        | 6                        | 10                       | 7                        | 1                        | 3                        | 62                       |
| 6                        | Interstellar             | 10                       | 8                        | 12                       | 2                        | 7                        | 2                        | 3                        | 5                        | 1                        | 2                        | 1                        | 53                       |
| 7                        | What to Make of This     | 6                        | 12                       | 7                        | 5                        | 6                        | 10                       | 12                       | 7                        | 12                       | 12                       | 12                       | 101                      |
| 8                        | Hope                     | 2                        | 5                        | 5                        | 12                       | 10                       | 3                        | 10                       | 12                       | 10                       | 8                        | 8                        | 85                       |
| 9                        | Champion                 | 12                       | 4                        | 3                        | 8                        | 2                        | 12                       | 5                        | 8                        | 6                        | 5                        | 4                        | 69                       |
| 10                       | Sandra                   | 8                        | 1                        | 8                        | 1                        | 8                        | 1                        | 1                        | 4                        | 8                        | 6                        | 10                       | 56                       |

| Artiste                              | Chanson              | Télévote | Télévote    | Place |
| Artiste                              | Chanson              | Voix     | Pourcentage | Place |
| ------------------------------------ | -------------------- | -------- | ----------- | ----- |
| Elysa                                | Fire                 | 3 929    | 6,87 %      | 3     |
| Minimal Wind feat. Elisabeth Tiffany | What to Make of This | 17 587   | 30,75 %     | 2     |
| Stefan                               | Hope                 | 35 681   | 62,38 %     | 1     |

La finale se termine avec la victoire de Stefan avec sa chanson Hope qui représenteront donc l'Estonie à l'Eurovision 2022.

## À l'Eurovision
L'Estonie participe à la deuxième demi-finale, le 12 mai 2022. Elle s'y classe 5e avec 209 points, se qualifiant donc pour la finale. Lors de celle-ci, elle termine à la 13e place avec 141 points.